# Tam Giác (chòm sao)
Chòm sao Tam Giác (三角), (tiếng La Tinh: Triangulum để chỉ hình tam giác) là một trong 48 chòm sao Ptolemy và cũng là một trong 88 chòm sao hiện đại, mang hình ảnh tam giác.
Chòm sao nhỏ này có diện tích 132 độ vuông, nằm trên thiên cầu bắc, chiếm vị trí thứ 78 trong danh sách các chòm sao theo diện tích.
Chòm sao Tam Giác nằm kề các chòm sao Tiên Nữ, Song Ngư, Bạch Dương, Anh Tiên.

## Thiên thể
Các thiên thể đáng quan tâm
- Thiên hà Tam Giác, ký hiệu: M 33, một trong các thiên hà sáng nhất trong nhóm địa phương.

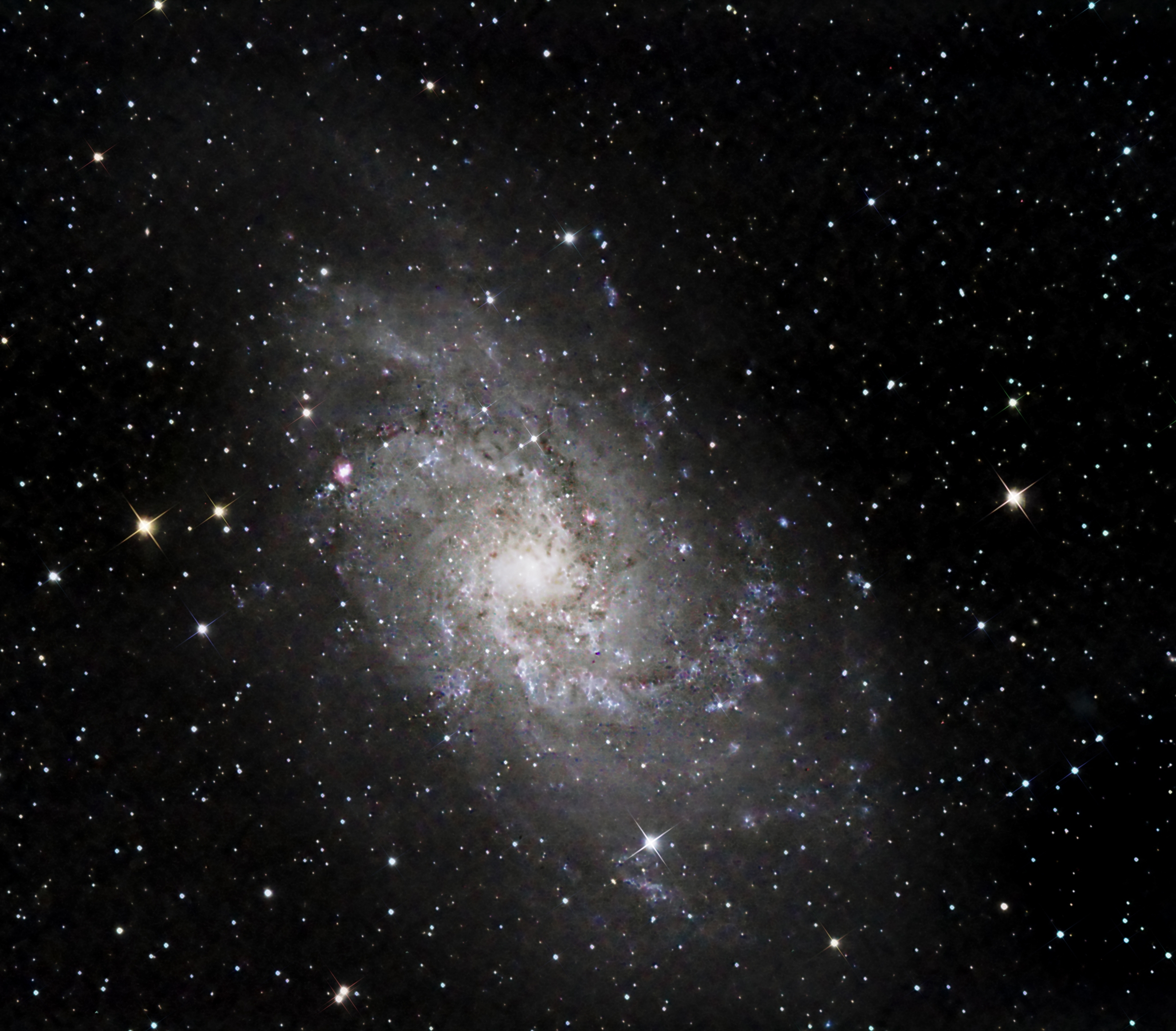
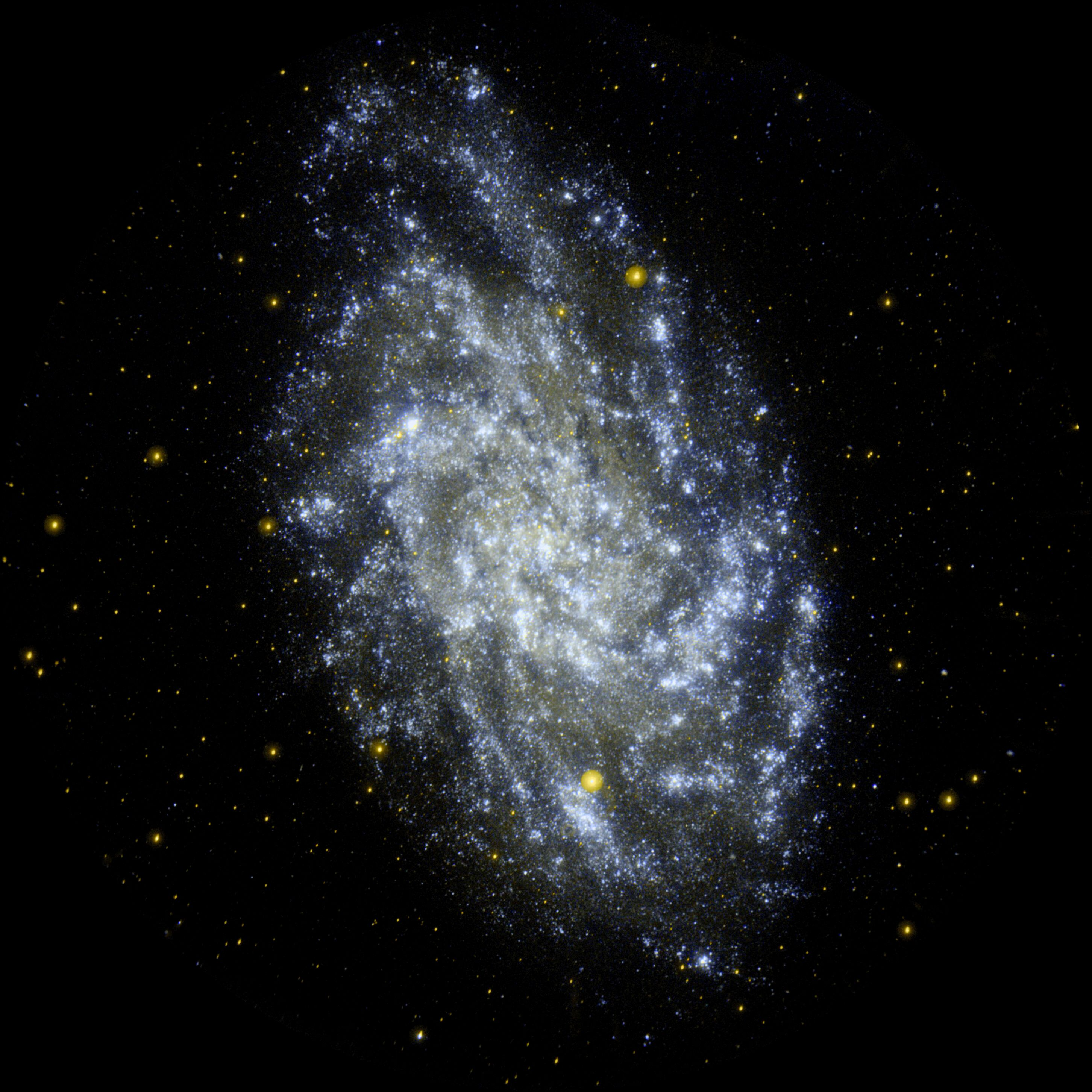

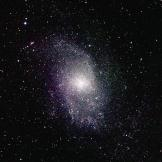
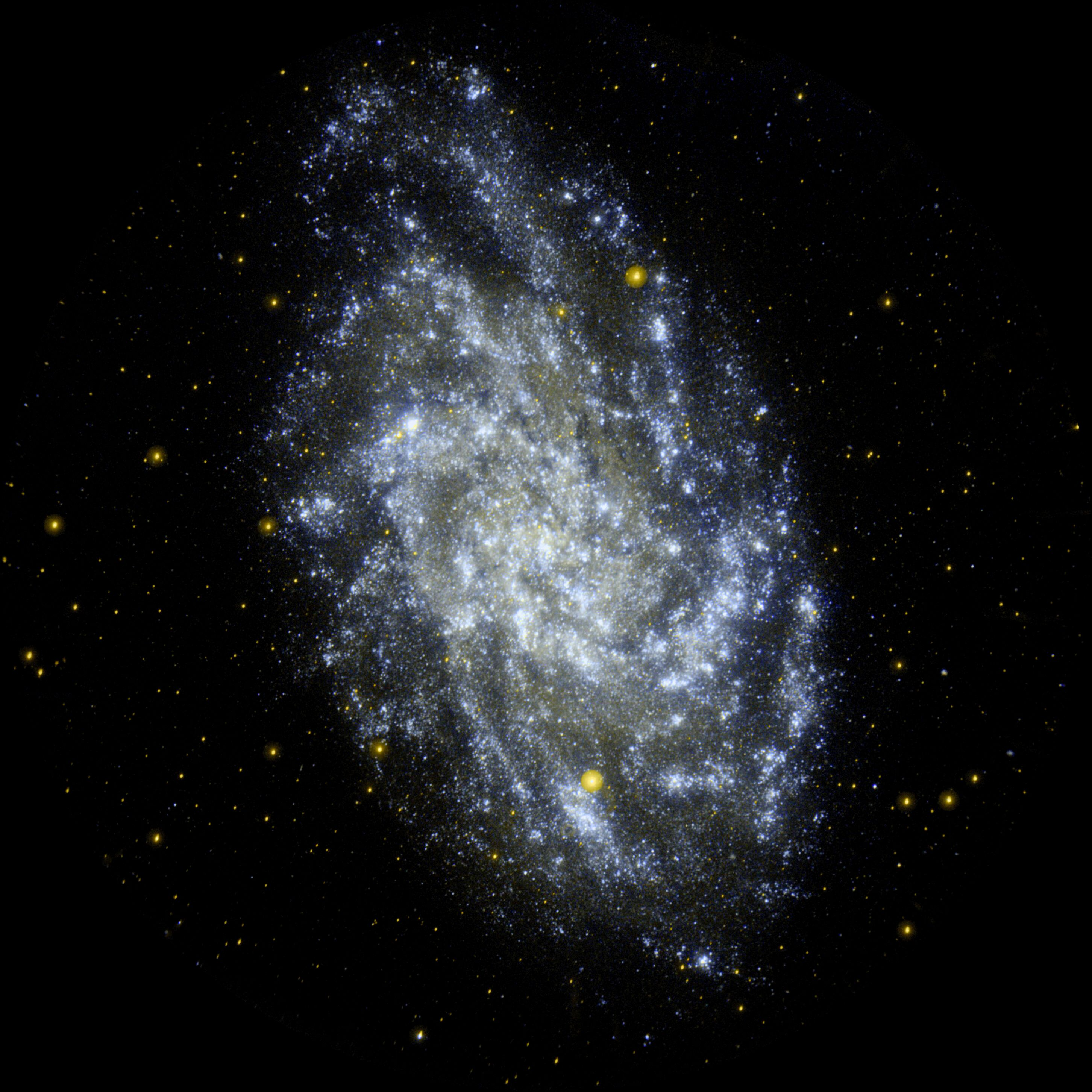
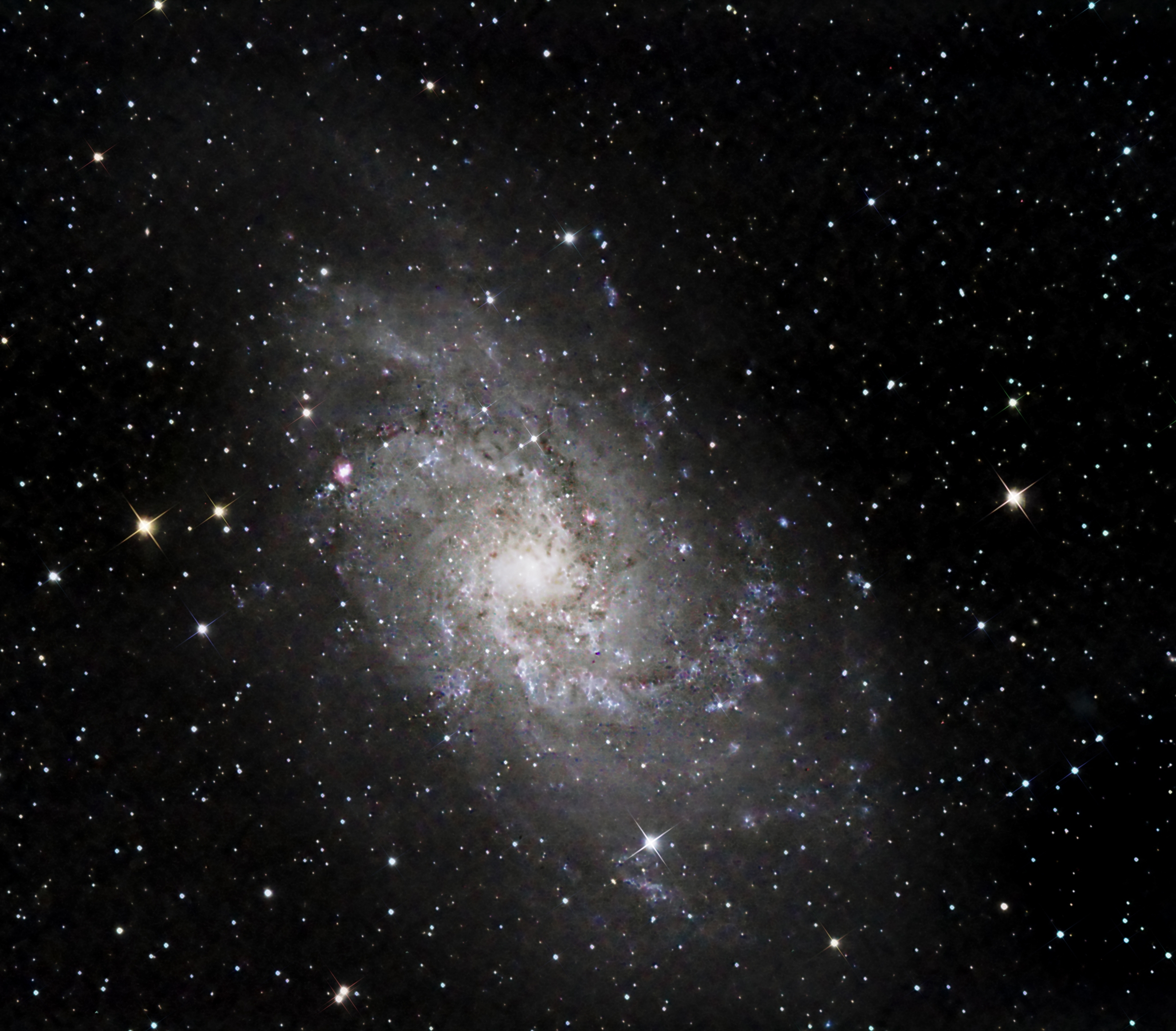
Amateur photography of Messier 33

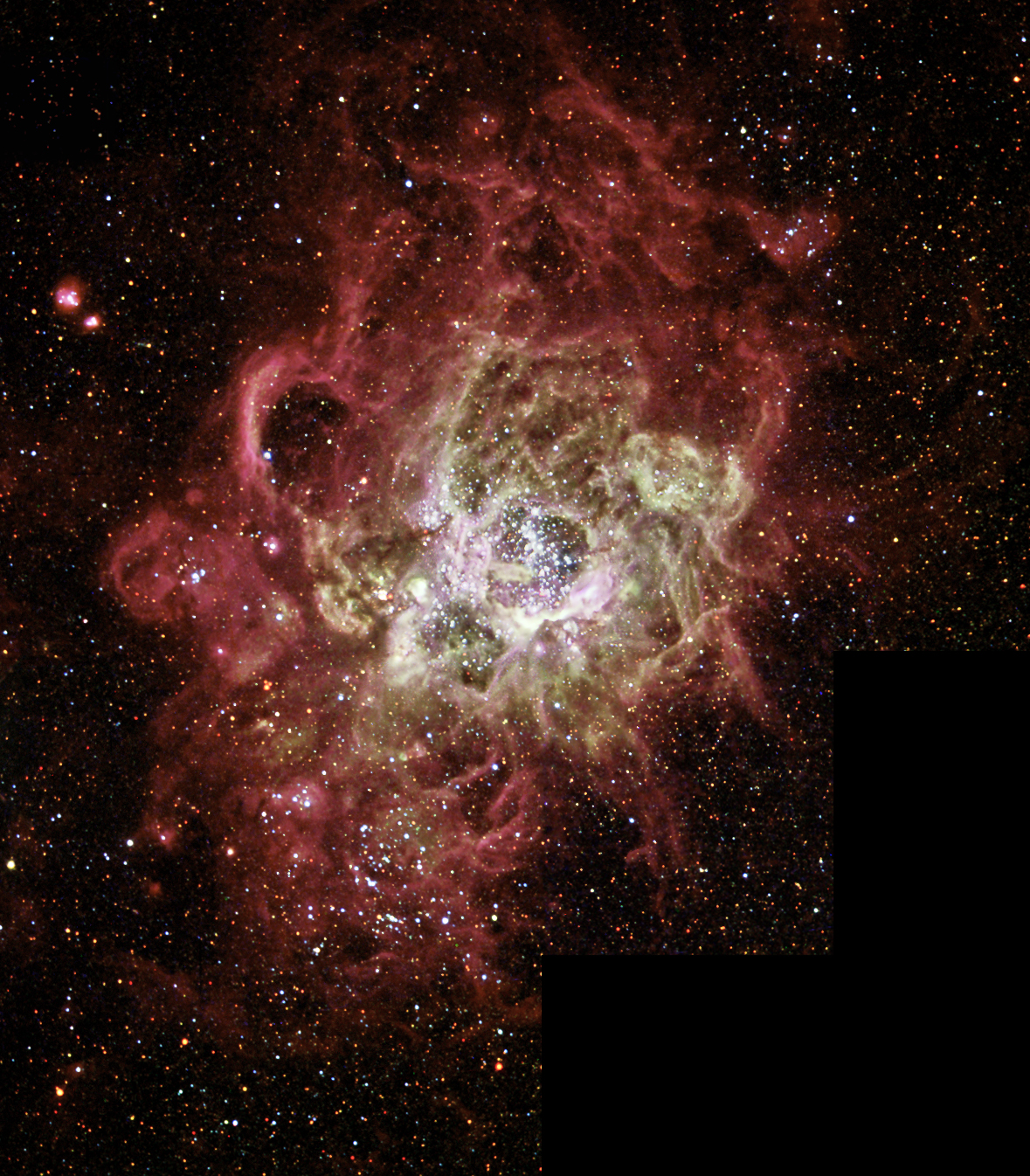
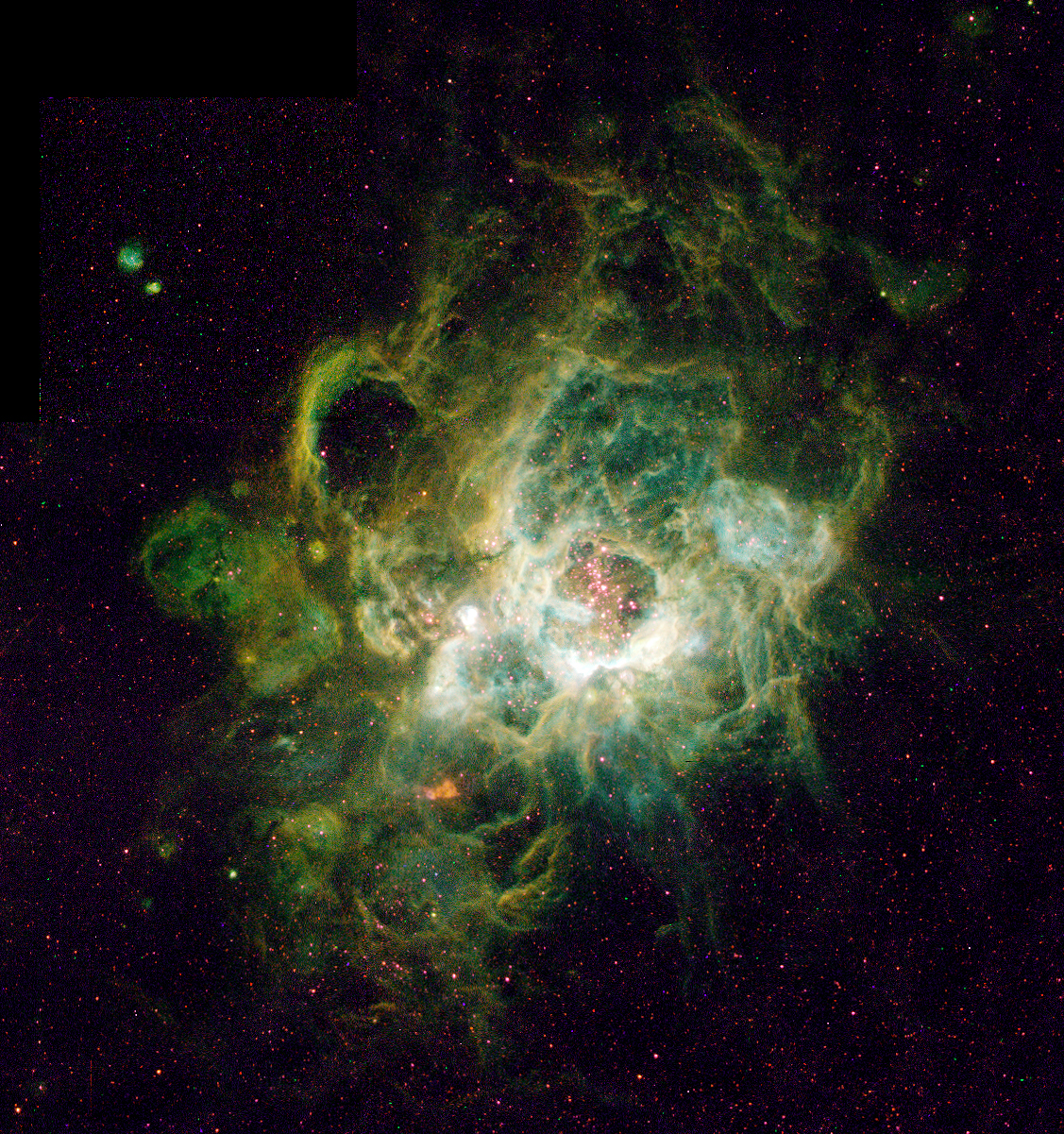

- NGC604:

- Bản đồ:

Animated view
Animated view
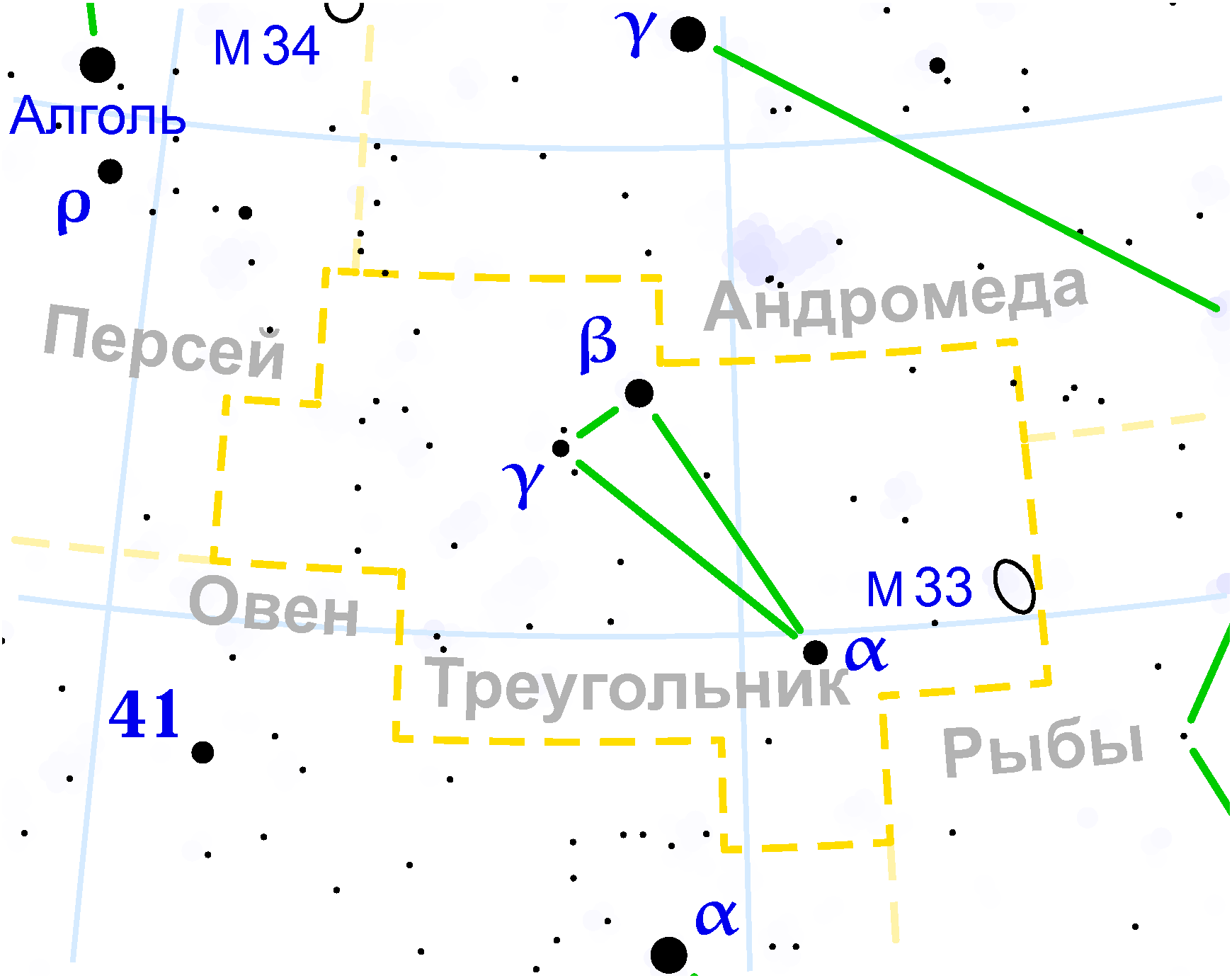
Russian map